# Gymnodia mervinia
Gymnodia mervinia är en tvåvingeart som först beskrevs av Walker 1849.  Gymnodia mervinia ingår i släktet Gymnodia och familjen husflugor. Inga underarter finns listade i Catalogue of Life.